# Месимер
Месимер (грч. Μεσημέρι, Месимери) је насељено место у општини Воден у периферији Средишња Македонија, Грчка. Према попису из 2021. године било је 674 становника.
Према бугарском географу и историчару, Василу Канчову, у Месимеру је 1900. године живело 880 Словена хришћана. Током 18. и 19. века у Месимер су се преселили житељи суседних мањих словенских села која су страдала због разбојничких банди (Кдрево, Фурка, Ливадица, Алгири, Свети Николци и Свети Ђорђе). Македонски историчар Тодор Симовски, 1998. године наводи да је Месимер словенско насеље.